# 종아리근막칸
종아리근막칸(fascial compartments of the leg)은 사람의 무릎에서 발목까지, 종아리의 근육들을 포함하고 있는 네 개의 근막칸이다. 이 근막칸들은 근막으로 이루어진 사이막에 의해 나누어진다. 각각의 근막칸에 속하는 근육들에는 각기 다른 동맥과 신경이 분포한다. 근막칸에 들어가 있는 근육들은 대개 같은 신경의 지배를 받는다.

## 근육사이막
종아리는 뼈사이막, 앞근육사이막, 가로근육사이막, 뒤근육사이막에 의해 네 개의 근막칸으로 나누어진다.
각 근막칸에는 결합조직, 신경, 혈관 등이 포함되어 있다. 근막칸을 나누는 근육사이막은 힘이 강한 결합조직인 근막으로 이루어져 있다. 또한 근막은 골격근을 피하조직과 나누는 역할을 한다. 다리에는 항상 강한 압력이 가해진다. 따라서 심장에서 발까지 혈류를 원활하게 전달하기 위해 근막은 다리 근육을 지탱해야 하며, 이로 인해 근막은 매우 두껍다. 근막이 두껍고 질기기 때문에, 만일 다리에 염증이 생겨 퍼진다면 문제가 될 수 있다. 다리가 부으면서 혈관과 신경이 눌릴 가능성도 있다. 만일 압력이 충분히 커진다면 근육으로 가는 혈류가 막히면서 구획증후군이 발생할 수 있다. 근육 주변의 혈관과 신경에 심각한 손상이 가해지면서 근육이 괴사하고, 심한 경우에는 구획증후군이 생긴 사지를 절단해야 하는 경우가 생기기도 한다.

## 목록
| 사진 | 이름              | 근육                                                  | 신경 및 혈관               |
| ---- | ----------------- | ----------------------------------------------------- | -------------------------- |
|      | 종아리앞칸        | - 앞정강근 - 긴엄지폄근 - 긴발가락폄근 - 셋째종아리근 | 깊은종아리신경, 앞정강동맥 |
|      | 종아리가쪽칸      | - 긴종아리근 - 짧은종아리근                           | 얕은종아리신경, 종아리동맥 |
|      | 종아리뒤칸 깊은층 | - 뒤정강근 - 긴엄지굽힘근 - 긴발가락굽힘근 - 오금근   | 정강신경, 뒤정강동맥       |
|      | 종아리뒤칸 얕은층 | - 장딴지근 - 가자미근 - 장딴지빗근                    | 정강신경                   |

## 추가 이미지

종아리근막칸
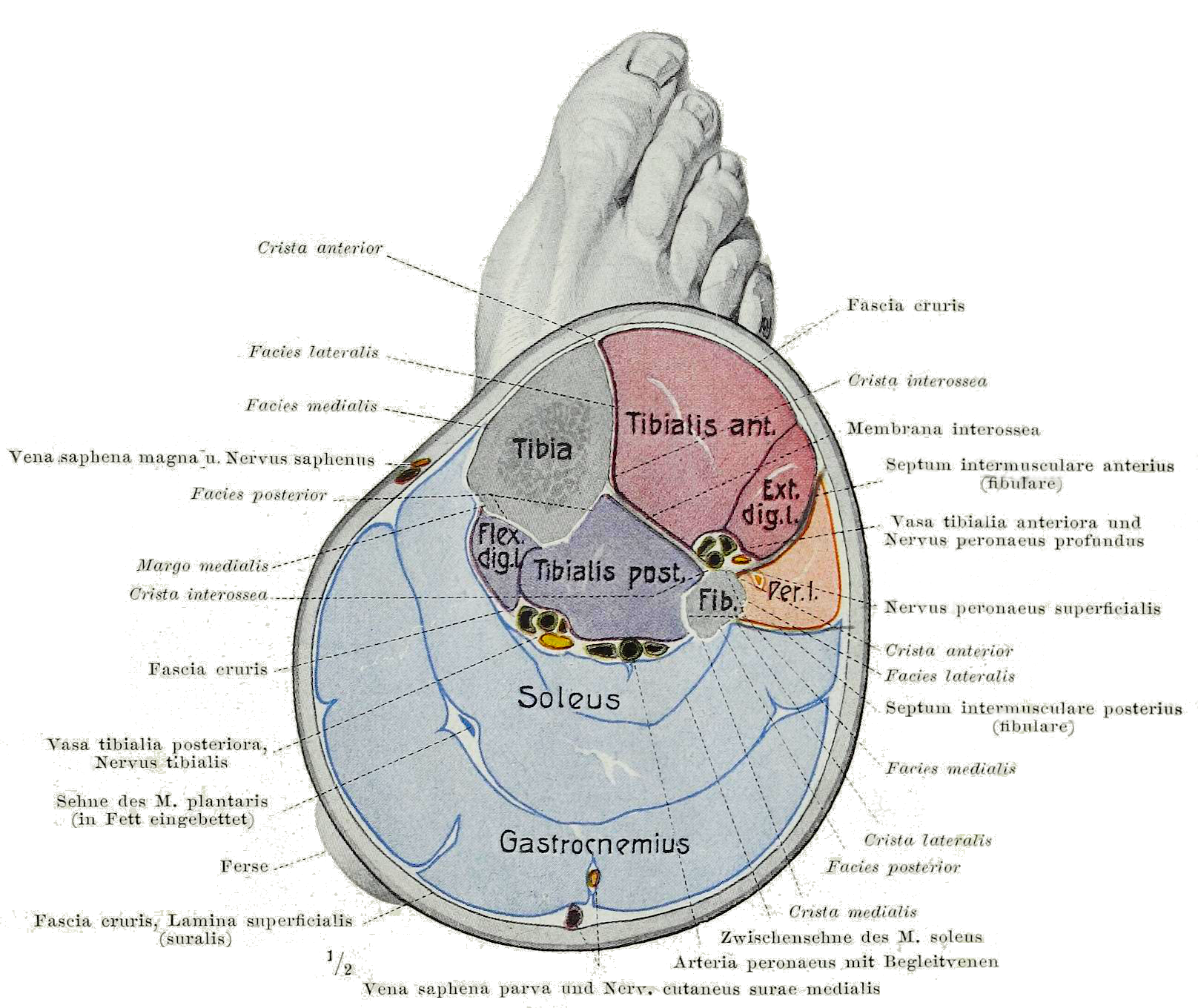
오른쪽 다리의 단면

## 같이 보기
- 넓적다리근막칸